# Cyrtosia marginata
Cyrtosia marginata is een vliegensoort uit de familie van de Mythicomyiidae. De wetenschappelijke naam van de soort is voor het eerst geldig gepubliceerd in 1839 door Perris.